# Yilgarnia linnaei
Yilgarnia linnaei là một loài nhện trong họ Nemesiidae.
Yilgarnia linnaei được miêu tả năm 2008 bởi Main.